# 伊藤恭子 (外交官)

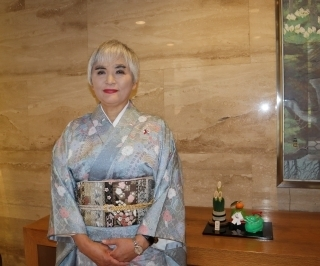
外務省より公表された公式肖像画像

伊藤 恭子（いとう たかこ、1961年8月30日 - ）は、日本の外交官。北海道名寄市出身。2017年（平成29年）9月に在トロント日本国総領事を拝命し、同年10月に着任。2023年（令和5年）10月から駐チリ特命全権大使。

## 人物・経歴
北海道出身。1985年（昭和60年）上智大学法学部国際関係法学科卒業後、外務省に入省。1988年（昭和63年）カナダ・カールトン大学ノーマン・パターソン国際関係研究所修士課程修了。同年より、在カナダ日本大使館に勤務。1997年（平成9年）国際連合日本政府代表部に就任。2001年（平成13年）より、在マレーシア日本大使館に勤務。2003年（平成15年）アジア欧州協力室首席事務官に就任。2005年（平成17年）経済連携協定交渉官に就任。2007年（平成19年）人権人道課首席事務官兼国際組織犯罪室首席事務官に就任。2009年（平成21年）開発協力企画室長に就任。2010年（平成22年）在インドネシア日本大使館参事官に就任。2011年（平成23年）ASEAN日本政府代表部公使参事官に就任。2014年（平成26年）国際報道官に就任。2016年（平成28年）儀典総括官（宮内庁式部官併任）。2017年（平成29年）在トロント日本国総領事に就任。トロント初の女性総領事である。2020年（令和2年）10月駐エチオピア特命全権大使。2023年  (令和5年)  10月駐チリ特命全権大使。

## 同期
- 相木俊宏（21年タジキスタン大使）
- 磯俣秋男（24年スリランカ大使・21年アラブ首長国連邦大使）
- 市川とみ子（23年軍縮会議代表部大使）
- 稲垣久生（23年トンガ大使）
- 大菅岳史（22年チュニジア大使・19年国連次席大使・18年外務報道官・17年アフリカ部長）
- 大森摂生（22年ボツワナ大使）
- 島田順二（21年メルボルン総領事）
- 清水信介（22年特命全権大使（アフリカ開発会議（TICAD）担当兼アフリカの角地域関連担当、国連安保理改革担当、安保理非常任理事国選挙担当）・18年チュニジア大使）
- 鈴木秀生（24年特命全権大使（広報外交担当兼国際保健担当、メコン協力担当）・20年チェコ大使・19年国際協力局長・17年地球規模課題審議官）
- 鈴木浩（22年インド大使・20年外務審議官・12年内閣総理大臣秘書官）
- 鈴木亮太郎（21年アイスランド大使）
- 滝崎成樹（20年内閣官房副長官補・19年アジア大洋州局長）
- 竹内一之（22年ザンビア大使）
- 垂秀夫（20年中国大使・19年官房長）
- 中前隆博（22年スペイン大使・19年アルゼンチン大使・17年中南米局長）
- 橋本尚文（22年特命全権大使（人権担当兼国際平和貢献担当）・20沖縄大使・18年イラク大使）
- 福島秀夫（21年パナマ大使・18年ヒューストン総領事）
- 前田徹（21年ブルネイ大使）
- 三澤康（25年関西担当大使・22年タンザニア大使）
- 水嶋光一（21年イスラエル大使・19年領事局長）
- 水越英明（24年スウェーデン大使・21年スリランカ大使・20年国際情報統括官）
- 武藤顕（23年ロシア大使・22年外務省研修所長）
- 森美樹夫（23年ニューヨーク総領事・21年領事局長）
- 山元毅（23年ペルー大使・19年グアテマラ大使・17年東京都外務長）